# Богородське (Шарлицький район)
Богоро́дське (рос. Богородское) — село у складі Шарлицького району Оренбурзької області, Росія.

## Населення
Населення — 382 особи (2010; 548 у 2002).
Національний склад (станом на 2002 рік):
- росіяни — 97 %